# نمایشگاه هوایی فارن‌بورو
نمایشگاه هوایی فارن‌بورو (انگلیسی: Farnborough Airshow) یک نمایشگاه بین‌المللی هفت روزه هوافضا و صنایع نظامی وابسته به همراه نمایش هوایی عمومی برگزار می‌شود. این نمایشگاه در اواسط ژوئیه سال‌های زوج در فرودگاه فارن‌بورو در همپشایر انگلستان برگزار می‌شود. چهار روز اول نمایشگاه تماماً به تجار اختصاص دارد و در سه روز دیگر بازدید برای عموم آزاد است.
این نمایشگاه یک رویداد مهم در تقویم صنایع هوافضا و دفاعی محسوب می‌شود که فرصتی برای نمایش دادن هواپیماهای نظامی و تجاری به مشتریان بالقوه و سرمایه‌گذاران این حوزه را فراهم می‌کند. همچنین این نمایشگاه برای اعلام دست‌آوردهای جدید و سفارش‌های خرید مشتریان و همچنین پوشش رسانه‌ای آن‌ها بکار می‌رود.
این نمایشگاه بعد از نمایشگاه هوایی لو بورژه، دومین نمایشگاه بزرگ هوافضا و صنایع مربوطه قلمداد شده و پس از آن نمایشگاه‌های هوایی دبی و سنگاپور قرار دارند. نمایشگاه هوایی فارن‌بورو به وسیلهٔ شرکت فارن‌بورو اینترنشنال لیمیتد که جزئی از گروه ای دی اس می‌باشد سازماندهی می‌شود. در سال ۲۰۱۲ این نمایشگاه موفق به جذب ۱۰۹٫۰۰۰ بازدید کننده تجاری در چهار روز اول و ۱۰۰٫۰۰۰ بازدید کننده عمومی در روزهای پایانی شد که طی آن قرارداد خرید ۷۵۸ فروند انواع هواپیما به ارزش ۷۲ میلیارد دلار به امضاء رسید.

## قالب نمایشگاه
نمایش‌های پروازی در هر ۷ روز نمایشگاه انجام می‌شود. همچنین بخش نمایش ثابت با نمایش انواع هواپیماها و تجهیزات مختلف صنایع هوافضا در سالن‌های مختلف نمایشگاه و فضای باز آن قرار دارد. این نمایشگاه جایگزینی برای نمایشگاه هوایی پاریس می‌باشد که در سال‌های فرد برگزار می‌شود. همچنین نمایشگاه فارن‌بورو و نمایشگاه هوایی برلین در یک سال برگزار می‌شوند.

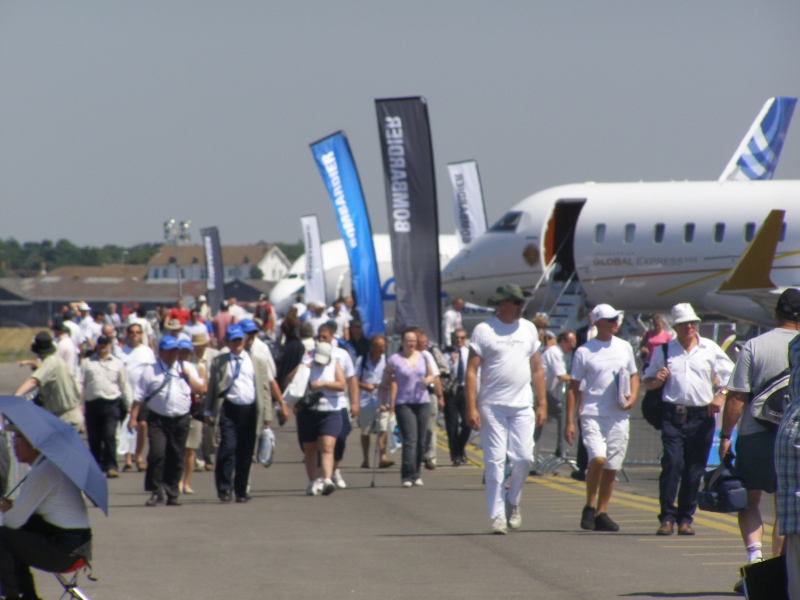
هواپیماهای به نمایش درآمده در بخش ثابت نمایشگاه ۲۰۰۶

## تاریخچه

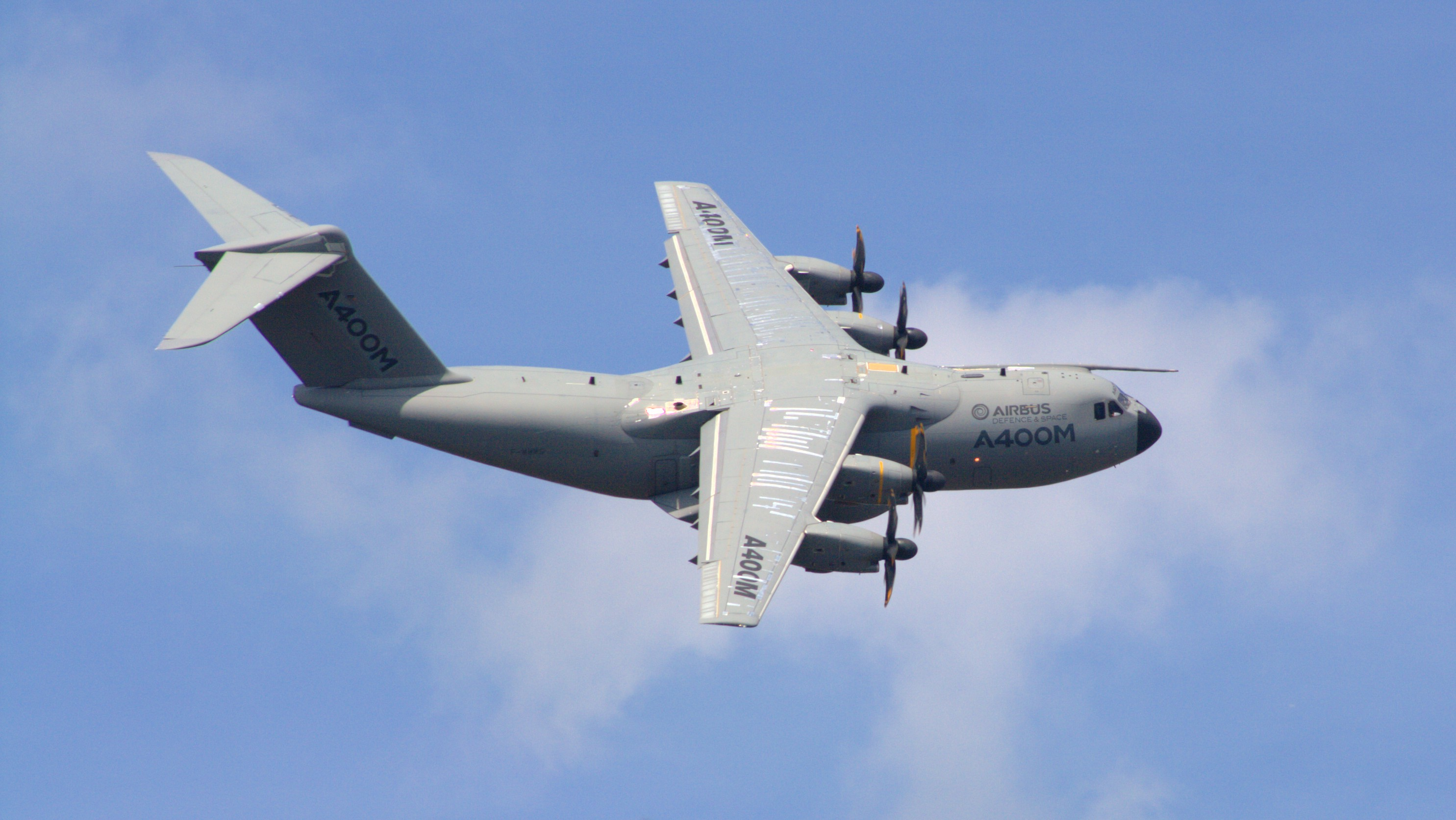
هواپیمای ایرباس ای ۴۰۰ در نمایشگاه فارن‌بورو سال ۲۰۱۴

آغاز نمایشگاه فارن‌بورو به نمایشگاه سالانهٔ نیروی هوایی سلطنتی بریتانیا که از ۱۹۲۰ تا ۱۹۳۷ برگزار می‌شد بازمی‌گردد. در ژوئن ۱۹۳۲ انجمن سازندگان هواپیمای بریتانیا نمایشگاهی از ۳۵ هواپیمای ساخت ۱۶ شرکت را در هندون به عنوان نمایشگاهی برای صنعت هوایی بریتانیا برگزار کرد. بعد از جنگ جهانی دوم و تا سال ۱۹۴۸نمایشگاه در ردلت برگزار می‌شد. از آن زمان به بعد نمایشگاه در محل فعلی آن، فارن‌بورو، نیو همپشایر و در ۴۸ کیلومتری جنوب غرب لندن برگزار می‌شود.

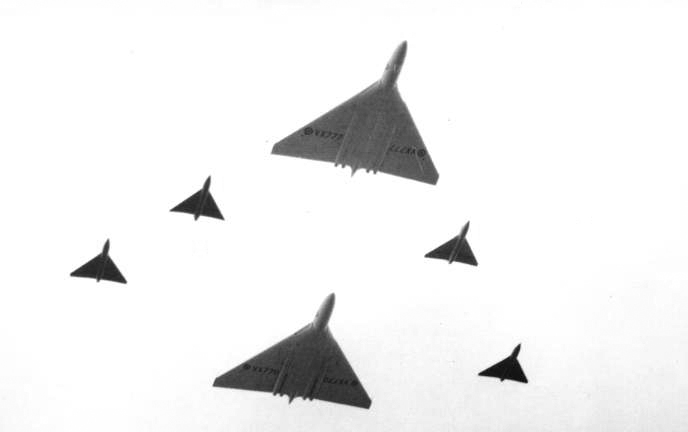
آورو ولکان و آورو ۷۰۷در نمایشگاه سال ۱۹۵۳

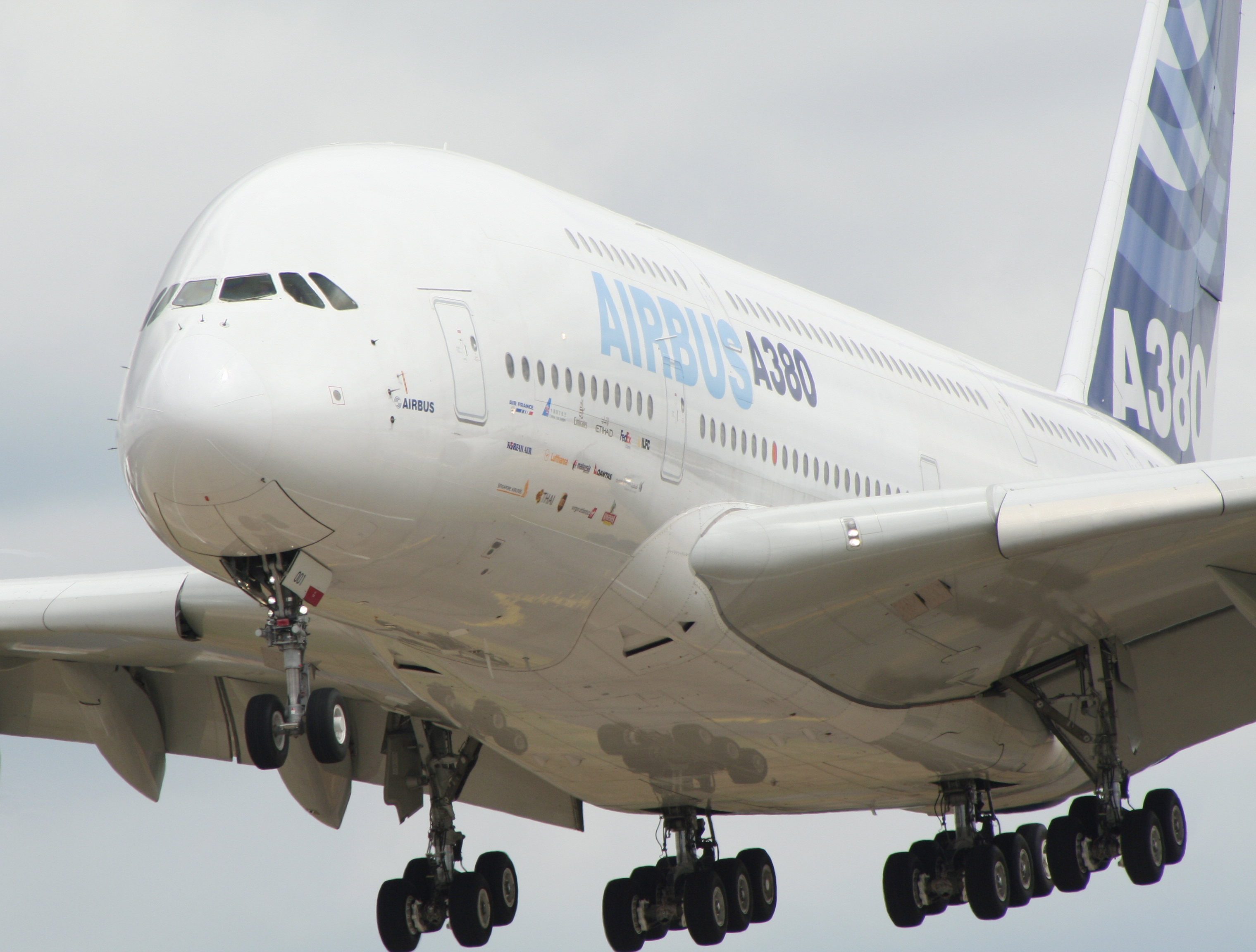
ایرباس ای ۳۸۰ در نمایشگاه فارن‌بورو سال ۲۰۰۶

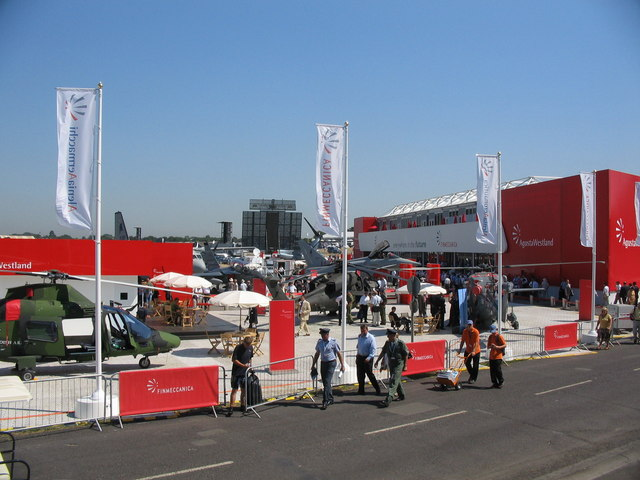
جایگاه آگوستا وستلند در نمایشگاه ۲۰۰۶

## حوادث
در سال ۱۹۵۲ یک فروند جنگنده دی اچ ۱۱۰ داخل جمعیت سقوط کرد که طی این حادثه ۲۹ بازدید کننده و دو خدمهٔ هواپیما جان باختند.